# Villa Arthur Peters

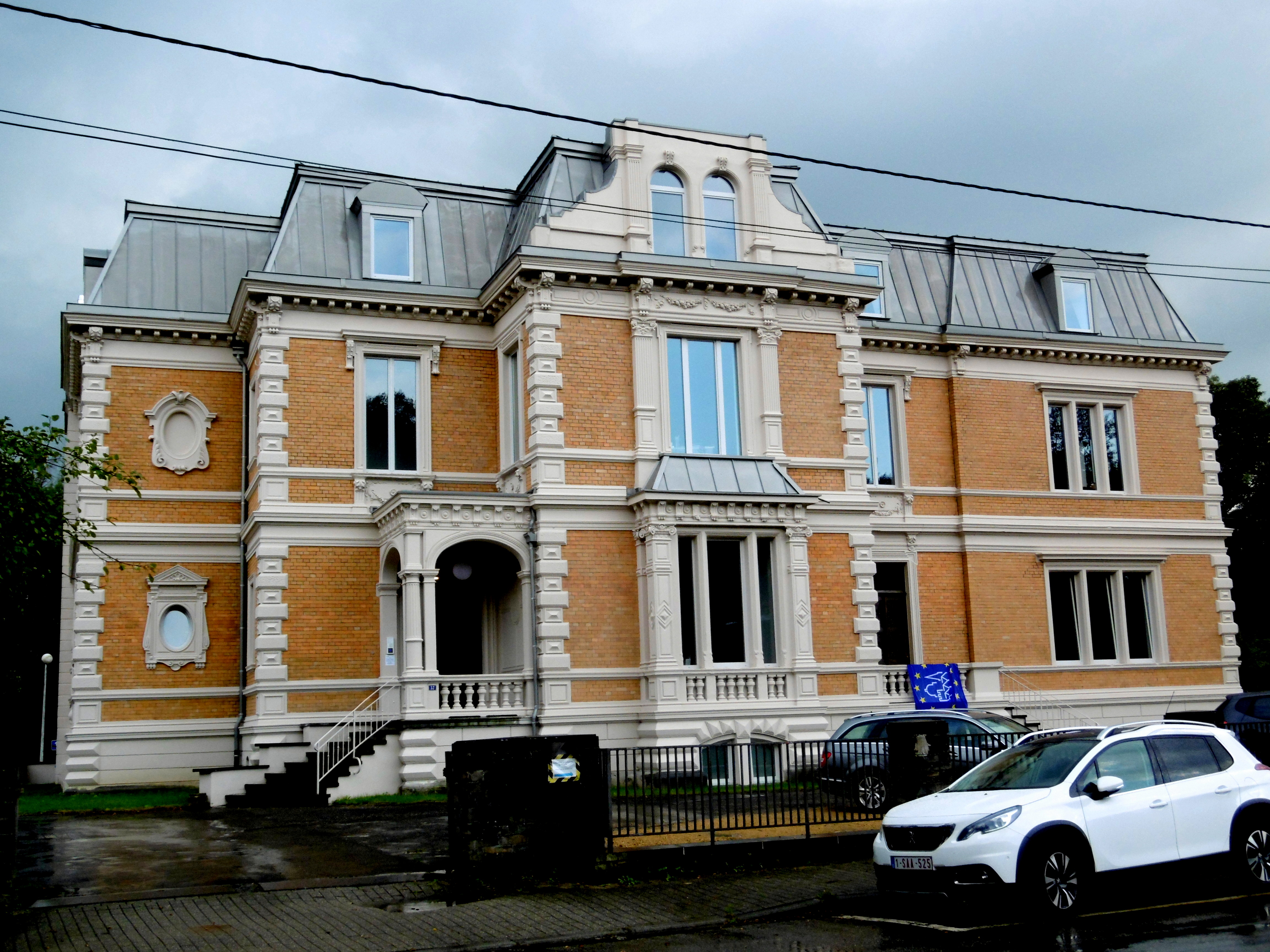
Villa Peters, Straßenansicht

Die Villa Arthur Peters ist ein Gebäude in der Unterstadt von Eupen, das 1884 im Auftrag des Tuchfabrikanten Arthur Peters (1854–1931) nach Plänen des Architekten F. Peltz im Stil der Neorenaissance erbaut wurde. Zum Gesamtplan des Anwesens gehört ein weitläufiger Landschaftspark und nördlich des Areals ein großzügiges Kutscherhaus. Die Villa Peters ist ebenso wie das Kutscherhaus im Katalog der denkmalwerten Bauten Eupens aufgenommen, jedoch bisher nicht unter Denkmalschutz gestellt worden.

## Geschichte
Peters ließ seine Villa nach der Übernahme der väterlichen Tuchfabrik unweit dieser als repräsentativer Wohnsitz neu erbauen und bereits in den 1890er Jahren für kulturelle Zwecke wie beispielsweise Hauskonzerte erweitern. Nach dem Zweiten Weltkrieg übernahm der Gastwirt Nikolaus Weinberg den Komplex und betrieb dort etwa 20 Jahre lang ein Hotel-Restaurant. Danach erwarb die staatliche Gebäuderegie die Villa und stellte sie dem „Königlichen Athenäum Eupen“ zur Verfügung, das dieses bis 2003 als Mädcheninternat nutzte. Anschließend stand das Gebäude mehr als ein dutzend Jahre leer, bevor der Umbau zur Musikakademie geplant, genehmigt und umgesetzt wurde. Im Zuge dessen wurde das Gebäude nach dem neuesten Stand in der Akustik und unter Berücksichtigung des schützenswerten historischen Baubestandes umgebaut und für die Belange der Musikakademie hergerichtet. Weitere Arbeiten vor allem im Außenbereich sowie kleinere Ergänzungen und Nachbesserungen stehen noch aus und danach soll in einem späteren Schritt die Liegenschaft abschließend von der Stadt Eupen übernommen werden.

## Gebäudebeschreibung

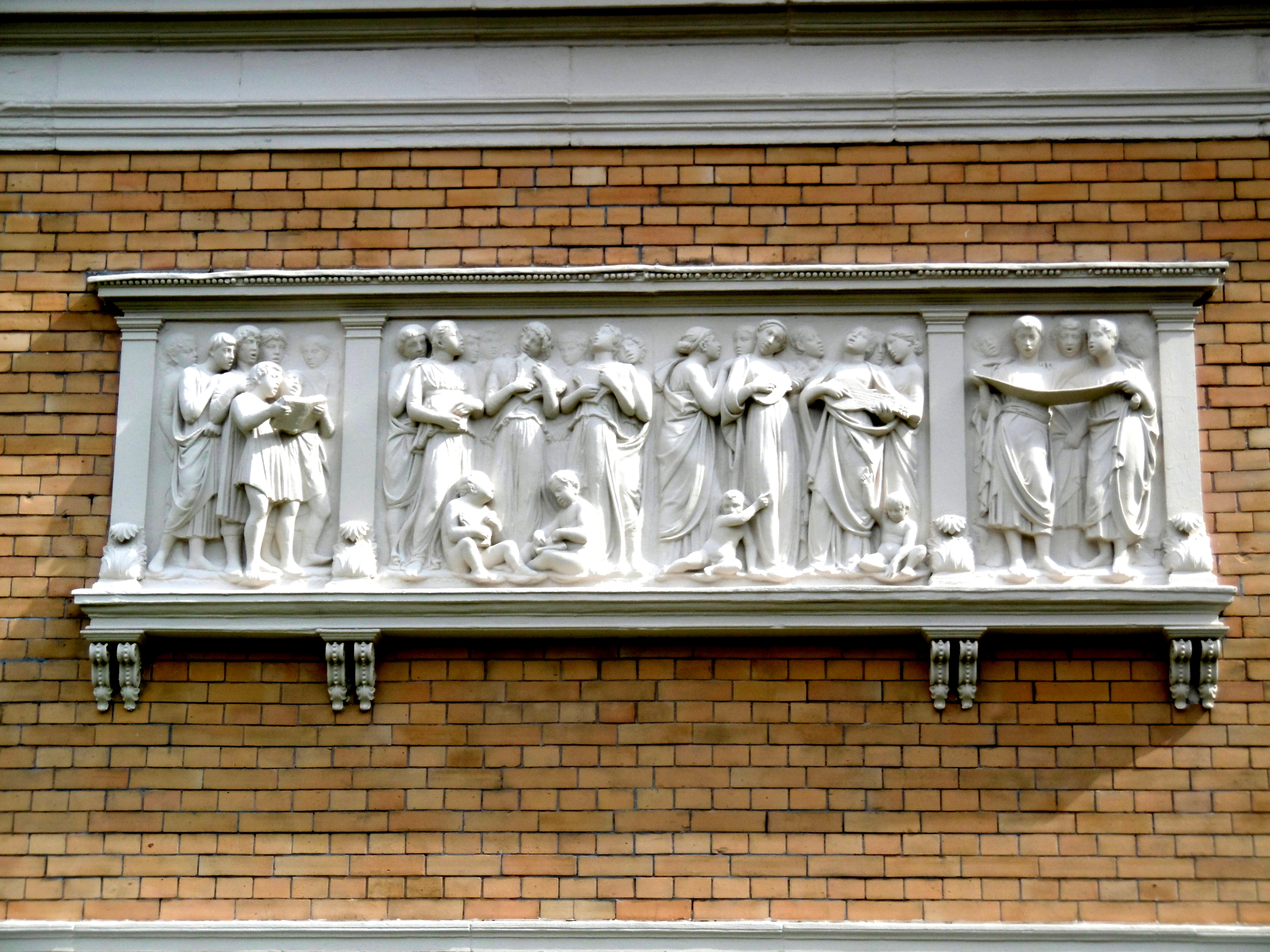
Außenrelief

Das Hauptgebäude selbst ist ein zweigeschossiger durch einachsige Vor- und Rücksprünge gegliederter Baukörper, der auf einem massiven halb herausragenden Kellergewölbe ruht, wodurch das Untergeschoss zur Hochparterre wird. Er schließt mit einem Mansarddach ab, das vollständig aus Zink angefertigt wurde. Bereits um 1900 wurde das Haus für einen Musikraum um einen breiten einachsigen Anbau an seiner Westseite erweitert, dessen Westfassade mit einem langgestreckten gusseisernen Relief geschmückt ist, das mit seinen Motiven von singenden und musizierenden Figuren in griechischer Manier auf die Verwendung des Anbaus hinweist. Darüber hinaus wurde in diesem Zeitraum an der Gartenseite des Gebäudes ein weit vorgezogener Wintergarten angebaut, dessen Dach für das Obergeschoss als geräumiger Balkon dient und der heutzutage den neuen großen Musiksaal verlängert.
Die Fassaden des Gebäudes sind aus ockergelbem Ziegelmauerwerk aufgebaut, wobei die einzelnen Geschosse durch helle ornamentierte Gesimse aus Werkstein unterteilt und die Gebäudeecken mit kräftigen Rustika-Quadern betont sind. Der straßenseitige mächtige Mittelrisalit wird durch einen Schweifgiebel bekrönt, dessen oberer, über das Mansarddach hinausgehende Abschnitt mit der eingelassenen Uhrenornamentik nicht mehr vorhanden ist.

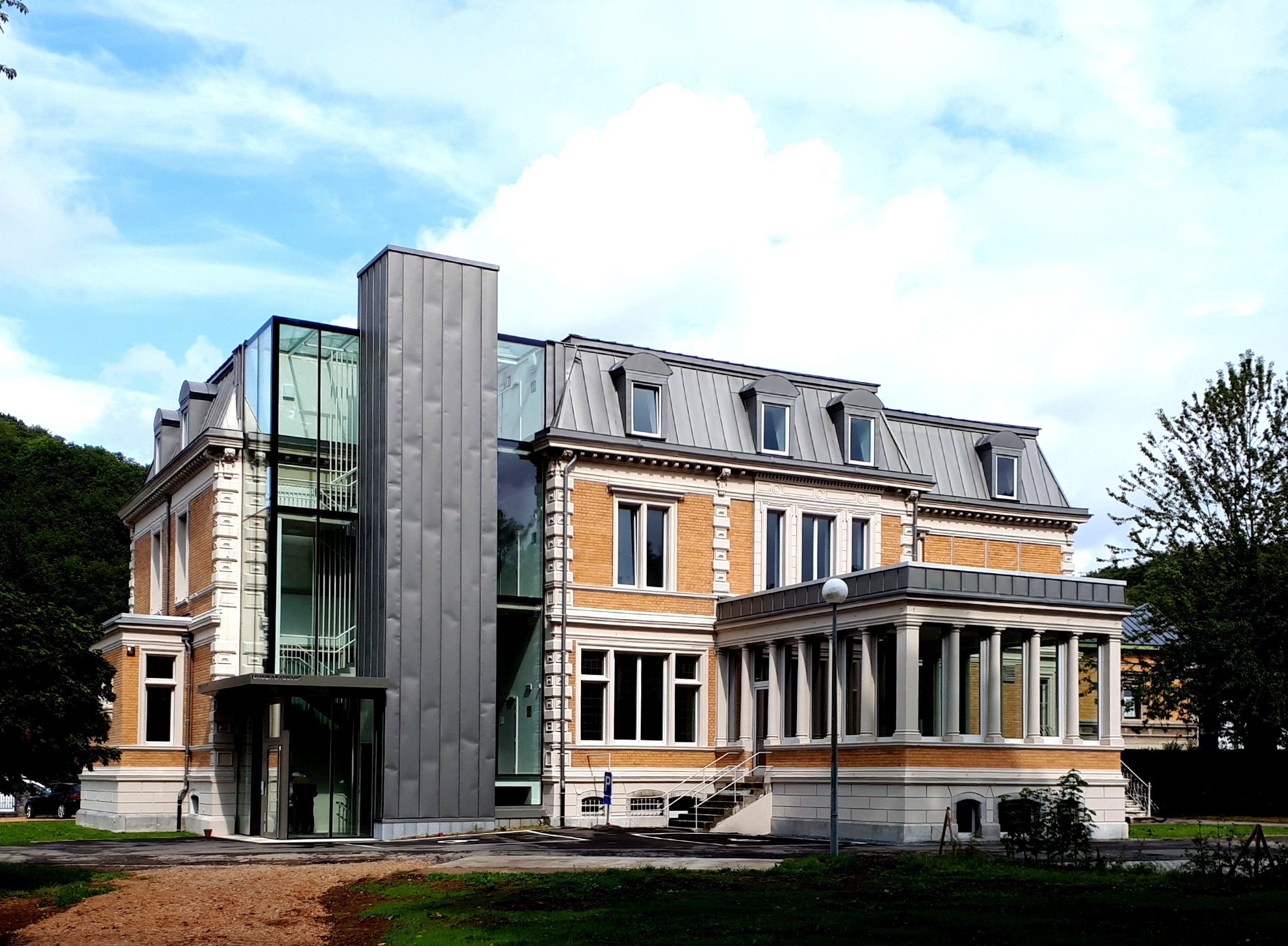
Villa Peters – Gartenansicht

Der eigentliche und über mehrere Stufen erreichbare Haupteingang befindet sich links des Mittelrisalits und wird von einem quadratischen rundbogigen und verzierten Portikus vor Nässe geschützt. Im Rahmen der ersten Umbaumaßnahmen kam es spiegelbildlich zu einem zweiten Eingang an der rechten Seite des Mittelrisalits, der jedoch ohne Bedachung angelegt wurde. Im Rahmen des letzten Umbaus zur Musikakademie wurde zudem ein gläsernes lichtes Treppenhaus mit einer zusätzlichen zinkummantelten behindertengerechten Liftanlage an der Rückseite des verlängerten westlichen Anbaus errichtet.

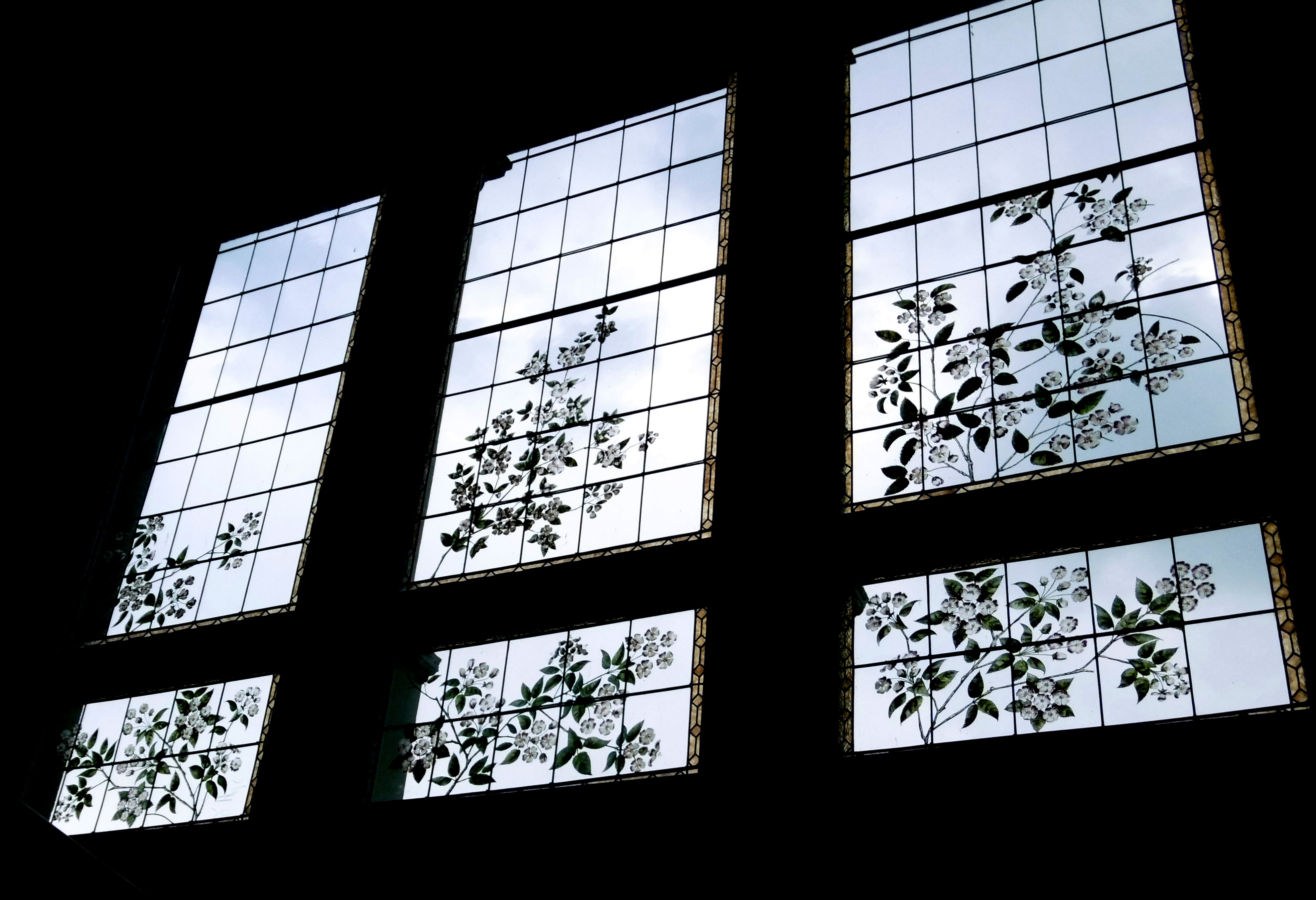
Buntglasfenster der Villa Peters

Das Licht in Unter- und Obergeschoss fällt durch hohe Rechteckfenster, die im Mittelrisalit und im westlichen Anbau dreifach hochrechteckig gegliedert sind und die alle mit Werksteinmauerwerk eingefasst sind. Im Mansardgeschoss sind die deutlich kleineren Rechteckfenster mit abgerundeten Dachgauben betont und im Mittelrisalit als Zwillings-Rundbogenfenster eingelassen. Vor allem im inneren Treppenhaus und neben dem Wintergarten sind einige historische Buntglasfenster mit floralem Dekor erhalten geblieben, die jedoch durch eine zweite vorgesetzte Verglasung geschützt werden.
Im Inneren der Villa besticht das Gebäude durch ein geräumiges Vestibül, von wo aus es durch massive mit neugotischem Dekor geschmückte Holztüren in die einzelnen Räume des Untergeschosses geht. Ein dekorativer offener Kamin sorgte in früheren Zeiten für die nötige Wärme und ein links des Eingangs in eine Marmorwand eingelassener hoher Wandbrunnen aus italienischem Marmor vervollständigt das klassizistische Bild. Prachtstück des Raumes ist die schmuckvolle Kassettendecke, die durch dezente indirekte Beleuchtung betont wird. Ebenfalls als Zeugnis alter Zeit ist das vom Vestibül ausgehende helle Treppenhaus, dessen Wände bis zur Obergeschossebene ebenso wie der breite Treppenaufgang ganz in weißem Marmor gehalten sind. Für die Sicherheit am Treppenaufgang und an der oberen Brüstung sorgt ein schmiedeeisernes Gusseisengeländer mit floralem Schmuckdekor und mit einem hölzernen Handlauf. Ein bronzener mythologischer Reiterfries ziert die Schauseite des oberen Treppenbodens und der Abschluss des Treppenhauses wird erneut durch kräftig gegliederte Kassettendecken betont.
Während die ehemaligen großen repräsentativen Räume im Untergeschoss zu Konzert-, Ballett- und Theaterräumen umgebaut worden sind, wurden die eher kleinflächigen Räume im Ober- und Mansardgeschoss ebenso wie die massiven Kellerräume den heutigen Zwecken angepasst und als Unterrichtsräume hergerichtet.
Zur Villa Peters gehörte in früheren Jahren das jetzt privatisierte Kutscherhaus, das stilistisch an die Villa Peters angepasst wurde und dessen ehemalige Verwendung an dem Pferdekopf in rundem Medaillon an der rechten Seitenfassade des Hauses erkennbar ist.

Innenansichten
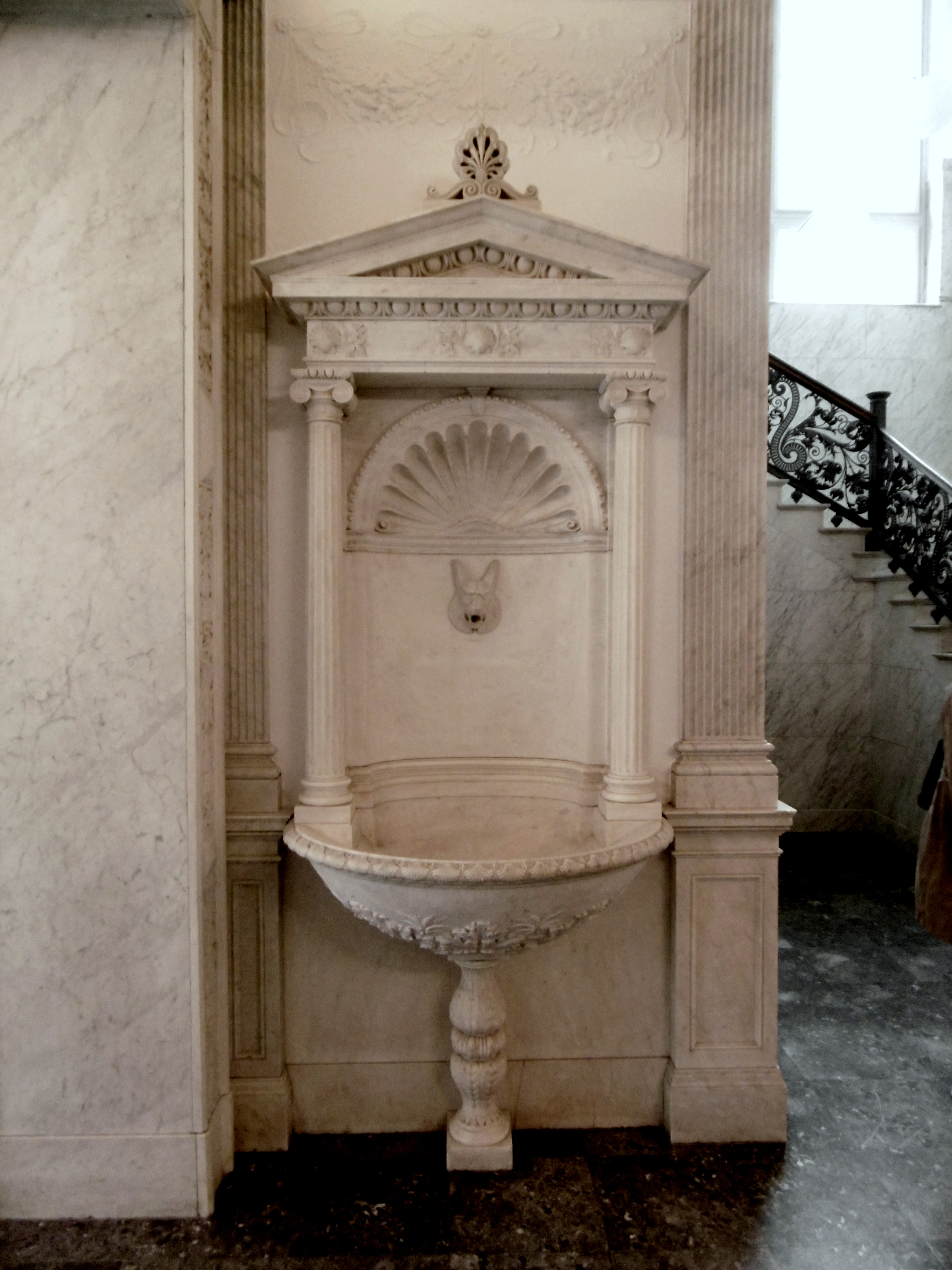
Wandbrunnen im Estibül
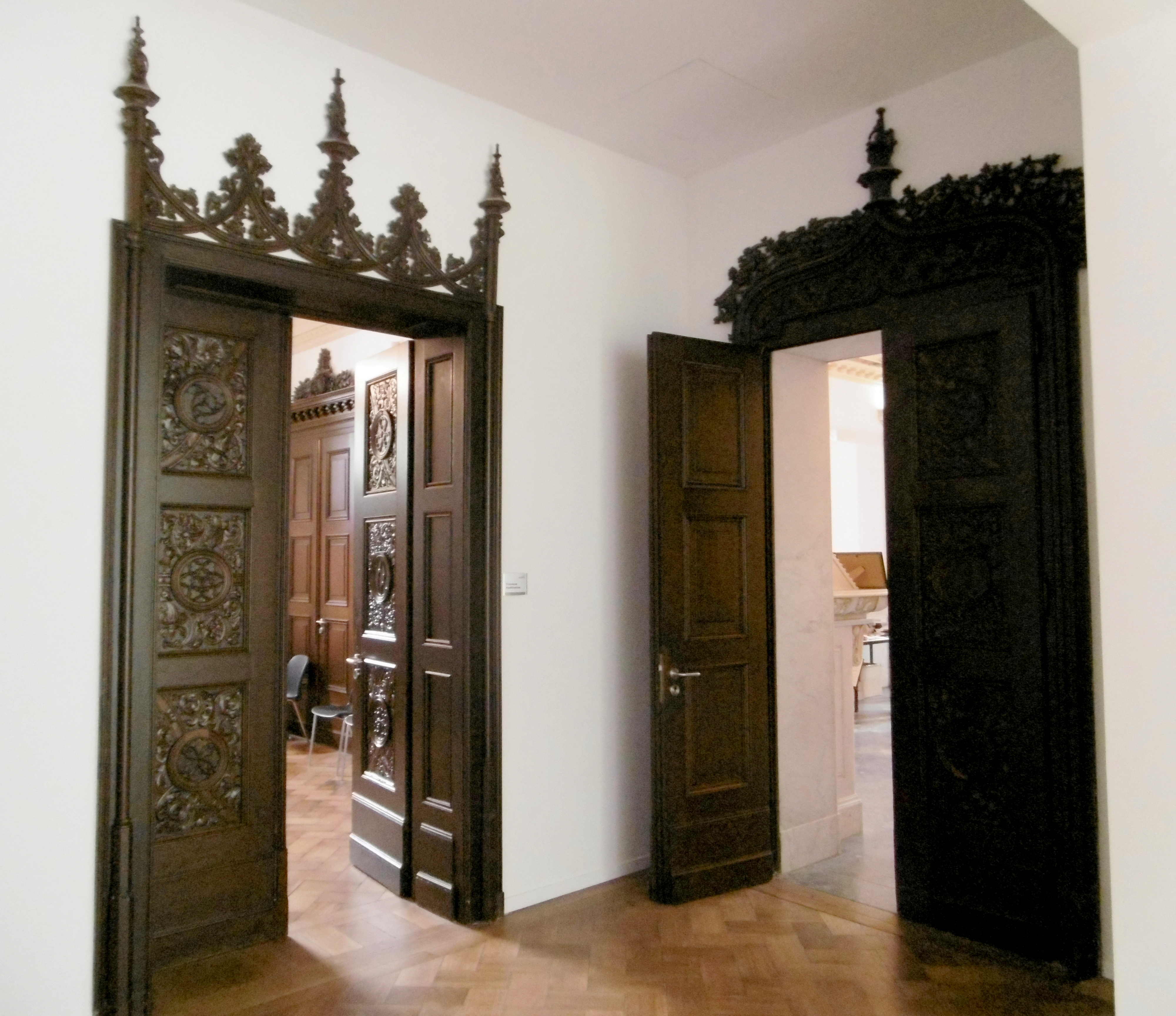
Raumtüren im neogotischen Stil
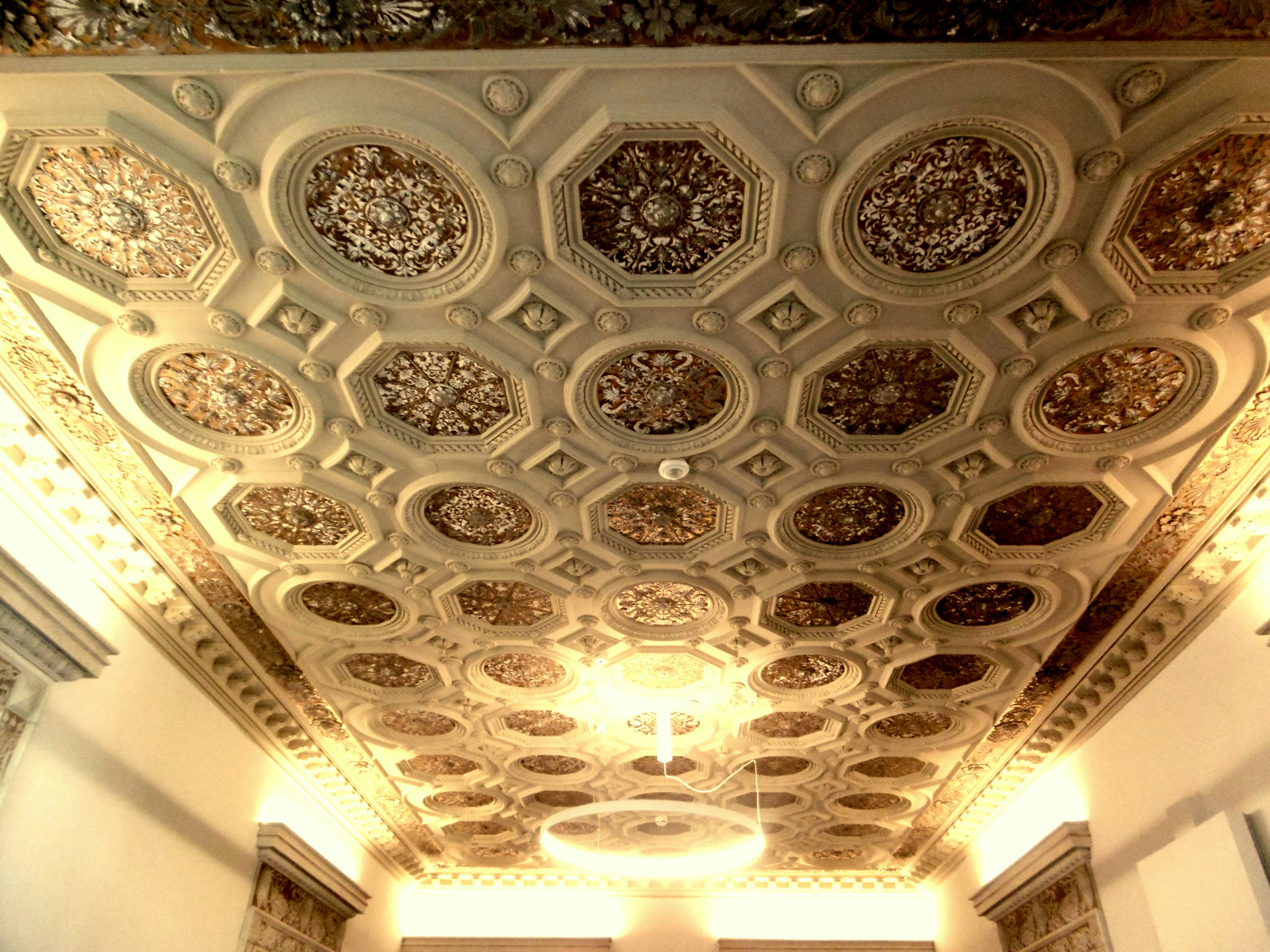
Kassettendecke im Vestibül
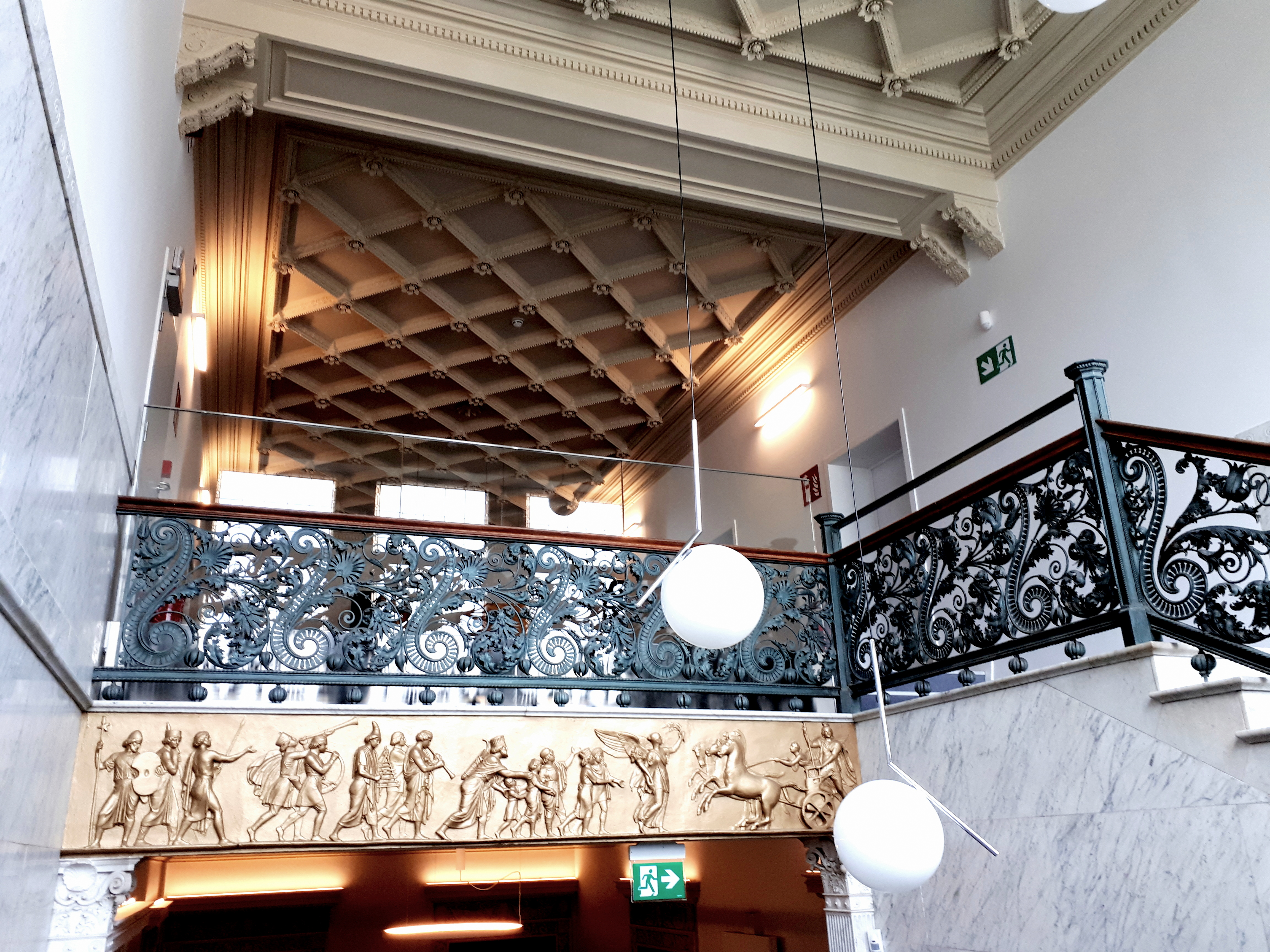
Treppenhaus mit Kassettendecken und Relief